# سفين كوستر
سفين كوستر (بالهولندية: Sven Coster)‏ هو ربان ‏ هولندي، ولد في 2 ديسمبر 1978 في لايدن في هولندا.

## وصلات خارجية
- سفين كوستر على موقع الاتحاد الدولي للملاحة الشراعية (موقع جديد) (الإنجليزية)
- سفين كوستر على موقع الاتحاد الدولي للملاحة الشراعية (موقع قديم) (الإنجليزية)
- سفين كوستر على موقع اللجنة الأولمبية الدولية (الإنجليزية)
- سفين كوستر على موقع أوليمبيديا (الإنجليزية)